# Scopula hyphenophora
Scopula hyphenophora là một loài bướm đêm trong họ Geometridae.